# Colombiaans voetbalelftal in 1999
Het Colombiaans voetbalelftal speelde in totaal vijftien officiële interlands in het jaar 1999, waaronder vier duels bij de strijd om de Copa América in Paraguay, waar de ploeg in de kwartfinales werd uitgeschakeld door Chili. De nationale selectie stond onder leiding van bondscoach Javier Álvarez, de opvolger van de na het WK opgestapte Hernán Darío Gómez. Op de in 1993 geïntroduceerde FIFA-wereldranglijst steeg Colombia in 1999 van de 27ste (januari 1999) naar de 25ste plaats (december 1999).

## Balans
| Wedstrijden | Wedstrijden | Wedstrijden | Wedstrijden | Doelpunten | Doelpunten | Doelpunten | Punten |
| Gespeeld    | Winst       | Gelijk      | Verlies     | Voor       | Tegen      | Saldo      | Punten |
| ----------- | ----------- | ----------- | ----------- | ---------- | ---------- | ---------- | ------ |
| 15          | 5           | 5           | 5           | 24         | 21         | +3         | 1.000  |

## Interlands
|                                                       |                                                              |       |                                                      |                                                                          |
| 9 februari Vriendschappelijk № 311 «onderlinge duels» | Colombia                                                     | 3 – 3 | Duitsland                                            | Orange Bowl, Miami Toeschouwers: 14.563 Scheidsrechter: Brian Hall (USA) |
| 9 februari Vriendschappelijk № 311 «onderlinge duels» | Faustino Asprilla 26' Faustino Asprilla 68' Iván Córdoba 80' |       | 33' Michael Preetz 56' Michael Preetz 74' Marco Bode | Orange Bowl, Miami Toeschouwers: 14.563 Scheidsrechter: Brian Hall (USA) |

|                                                     |           |       |          | |
| 30 maart Vriendschappelijk № 312 «onderlinge duels» | Venezuela | 0 – 0 | Colombia | Estadio José Pachencho Romero, Maracaibo Toeschouwers: 17.000 Scheidsrechter: Paolo Borgosano (VEN) |
| 30 maart Vriendschappelijk № 312 «onderlinge duels» |           |       |          | Estadio José Pachencho Romero, Maracaibo Toeschouwers: 17.000 Scheidsrechter: Paolo Borgosano (VEN) |

|                                                     |                    |       |                     |                                                                                    |
| 15 april Vriendschappelijk № 313 «onderlinge duels» | Venezuela          | 1 – 1 | Colombia            | Estadio Nacional, Caracas Toeschouwers: 24.000 Scheidsrechter: Gustavo Brand (VEN) |
| 15 april Vriendschappelijk № 313 «onderlinge duels» | Juancho García 68' |       | 50' Neider Morantes | Estadio Nacional, Caracas Toeschouwers: 24.000 Scheidsrechter: Gustavo Brand (VEN) |

|                                                     |          |                                            |          |                                                                                            |
| 22 april Vriendschappelijk № 314 «onderlinge duels» | Paraguay | 0 – 2                                      | Colombia | Estadio Feliciano Cáceres, Luque Toeschouwers: 20.000 Scheidsrechter: Daniel Giménez (ARG) |
| 22 april Vriendschappelijk № 314 «onderlinge duels» |          | 24' Edwin Congo 30' (pen.) Neider Morantes |          | Estadio Feliciano Cáceres, Luque Toeschouwers: 20.000 Scheidsrechter: Daniel Giménez (ARG) |

|                                                   |                    |       |                                   |                                                                                       |
| 29 mei Vriendschappelijk № 315 «onderlinge duels» | Colombia           | 1 – 2 | El Salvador                       | Giants Stadium, East Rutherford Toeschouwers: 43.192 Scheidsrechter: Ali Saheli (USA) |
| 29 mei Vriendschappelijk № 315 «onderlinge duels» | Héctor Hurtado 24' |       | 47' Elías Montes 63' Elías Montes | Giants Stadium, East Rutherford Toeschouwers: 43.192 Scheidsrechter: Ali Saheli (USA) |

|                                                    |                                                                             |       |                                                                   |                                                                                           |
| 17 juni Vriendschappelijk № 316 «onderlinge duels» | Colombia                                                                    | 3 – 3 | Peru                                                              | Estadio Palogrande, Manizales Toeschouwers: 30.000 Scheidsrechter: John Toro Rendón (COL) |
| 17 juni Vriendschappelijk № 316 «onderlinge duels» | Faustino Asprilla 71' Faustino Asprilla 84' (pen) Orlando Ballesteros 90+1' |       | 38' (pen.) Nolberto Solano 46' Roberto Holsen 55' Claudio Pizarro | Estadio Palogrande, Manizales Toeschouwers: 30.000 Scheidsrechter: John Toro Rendón (COL) |

|                                                    |                                        |       |                    |                                                                                                  |
| 24 juni Vriendschappelijk № 317 «onderlinge duels» | Paraguay                               | 2 – 1 | Colombia           | Estadio Defensores del Chaco, Asunción Toeschouwers: 11.000 Scheidsrechter: Claudio Martín (ARG) |
| 24 juni Vriendschappelijk № 317 «onderlinge duels» | Hugo Ovelar 46' Celso Ayala 70' (pen.) |       | 58' Víctor Bonilla | Estadio Defensores del Chaco, Asunción Toeschouwers: 11.000 Scheidsrechter: Claudio Martín (ARG) |

| Copa América 1999 |
| ----------------- |

|                                                      |         |                    |          |                                                                                                 |
| 1 juli Copa América Groep C № 318 «onderlinge duels» | Uruguay | 0 – 1              | Colombia | Estadio General Pablo Rojas, Asunción Toeschouwers: 3.000 Scheidsrechter: Wilson Mendonça (BRA) |
| 1 juli Copa América Groep C № 318 «onderlinge duels» |         | 20' Víctor Bonilla |          | Estadio General Pablo Rojas, Asunción Toeschouwers: 3.000 Scheidsrechter: Wilson Mendonça (BRA) |

|                                                      |            |                                                              |          |                                                                                           |
| 4 juli Copa América Groep C № 319 «onderlinge duels» | Argentinië | 0 – 3                                                        | Colombia | Estadio Feliciano Cáceres, Luque Toeschouwers: 18.000 Scheidsrechter: Ubaldo Aquino (PAR) |
| 4 juli Copa América Groep C № 319 «onderlinge duels» |            | 10' (pen.) Iván Córdoba 79' Edwin Congo 87' Johnnier Montaño |          | Estadio Feliciano Cáceres, Luque Toeschouwers: 18.000 Scheidsrechter: Ubaldo Aquino (PAR) |

|                                                      |                                         |       |                    |                                                                                             |
| 7 juli Copa América Groep C № 320 «onderlinge duels» | Colombia                                | 2 – 1 | Ecuador            | Estadio Feliciano Cáceres, Luque Toeschouwers: 20.000 Scheidsrechter: Masayoshi Okada (JPN) |
| 7 juli Copa América Groep C № 320 «onderlinge duels» | Neider Morantes 36' Hamilton Ricard 39' |       | 49' Ariel Graziani | Estadio Feliciano Cáceres, Luque Toeschouwers: 20.000 Scheidsrechter: Masayoshi Okada (JPN) |

|                                                           |                                    |       |                                                   |                                                                                             |
| 11 juli Copa América Kwartfinale № 321 «onderlinge duels» | Colombia                           | 2 – 3 | Chili                                             | Estadio Feliciano Cáceres, Luque Toeschouwers: 3.000 Scheidsrechter: Benito Archundia (MEX) |
| 11 juli Copa América Kwartfinale № 321 «onderlinge duels» | Jorge Bolaño 8' Víctor Bonilla 35' |       | 25' Pedro Reyes 50' Pedro Reyes 65' Iván Zamorano | Estadio Feliciano Cáceres, Luque Toeschouwers: 3.000 Scheidsrechter: Benito Archundia (MEX) |

|  |  |  |  |  |  |  |  |  |

|                                                        |                                                                    |       |                                                                 |                                                                 |
| 8 september Vriendschappelijk № 322 «onderlinge duels» | Colombia                                                           | 3 – 4 | Trinidad en Tobago                                              | Orange Bowl, Miami Toeschouwers: 6.168 Scheidsrechter: onbekend |
| 8 september Vriendschappelijk № 322 «onderlinge duels» | Iván Valenciano 19' (pen.) Iván Valenciano 62' Iván Valenciano 69' |       | 23' Stern John 52' Arnold Dwarika 59' Stern John 74' Stern John | Orange Bowl, Miami Toeschouwers: 6.168 Scheidsrechter: onbekend |

|                                                       |                                       |       |                        |                                                                                    |
| 13 oktober Vriendschappelijk № 323 «onderlinge duels» | Argentinië                            | 2 – 1 | Colombia               | Estadio Olimpico, Córdoba Toeschouwers: 42.000 Scheidsrechter: Mario Sánchez (CHI) |
| 13 oktober Vriendschappelijk № 323 «onderlinge duels» | Gabriel Batistuta 7' Ariel Ortega 71' |       | 47' (pen) Iván Córdoba | Estadio Olimpico, Córdoba Toeschouwers: 42.000 Scheidsrechter: Mario Sánchez (CHI) |

|                                                       |          |       |        |                                                                                           |
| 20 oktober Vriendschappelijk № 324 «onderlinge duels» | Colombia | 0 – 0 | Mexico | Qualcomm Stadium, San Diego Toeschouwers: 24.582 Scheidsrechter: Ricardo Valenzuela (USA) |
| 20 oktober Vriendschappelijk № 324 «onderlinge duels» |          |       |        | Qualcomm Stadium, San Diego Toeschouwers: 24.582 Scheidsrechter: Ricardo Valenzuela (USA) |

|                                                        |                            |       |           |                                                                                 |
| 19 november Vriendschappelijk № 325 «onderlinge duels» | Colombia                   | 1 – 0 | Slowakije | Estadio El Campín, Bogota Toeschouwers: 35.000 Scheidsrechter: Óscar Ruiz (COL) |
| 19 november Vriendschappelijk № 325 «onderlinge duels» | Stanislav Varga 66' (e.d.) |       |           | Estadio El Campín, Bogota Toeschouwers: 35.000 Scheidsrechter: Óscar Ruiz (COL) |

## FIFA-wereldranglijst
| JAN | FEB | MAR | APR | MEI | JUN | JUL | AUG | SEP | OKT | NOV | DEC |
| --- | --- | --- | --- | --- | --- | --- | --- | --- | --- | --- | --- |
| 27  | 27  | 28  | 30  | 31  | 32  | 18  | 18  | 23  | 26  | 25  | 25  |

## Statistieken
| Miguel Ángel Calero   | 1971-04-14 | Atlético Nacional      | 8  | 0 | 0 | 22 | 0  |
| Agustín Julio         | 1974-10-25 | Independiente Santa Fe | 3  | 0 | 0 | 3  | 0  |
| Óscar Córdoba         | 1970-02-03 | Boca Juniors           | 2  | 0 | 0 | 40 | 0  |
| René Higuita          | 1966-08-28 | Independiente Medellín | 2  | 0 | 0 | 67 | 3  |
| Verdediging           |            |                        |    |   |   |    |    |
| Roberto Carlos Cortés | 1977-07-20 | Independiente Medellín | 7  | 2 | 0 | 10 | 0  |
| Rubiel Quintana       | 1978-06-26 | Deportivo Cortuluá     | 7  | 2 | 0 | 9  | 0  |
| Iván Córdoba          | 1976-08-11 | Inter Milaan           | 7  | 0 | 3 | 20 | 3  |
| Jorge Bermúdez        | 1971-06-18 | Boca Juniors           | 7  | 0 | 0 | 52 | 3  |
| Pedro Portocarrero    | 1977-05-13 | CD Tenerife            | 6  | 1 | 0 | 7  | 0  |
| Jersson González      | 1975-02-16 | América de Cali        | 6  | 0 | 0 | 9  | 0  |
| Foad Maziri           | 1973-12-06 | América de Cali        | 4  | 1 | 0 | 5  | 0  |
| Manuel Galarcio       | 1975-01-10 | Atlético Junior        | 4  | 0 | 0 | 4  | 0  |
| Mario Yepes           | 1976-01-13 | CA River Plate         | 2  | 1 | 0 | 3  | 0  |
| Carlos Asprilla       | 1970-10-19 | Independiente Medellín | 2  | 1 | 0 | 6  | 0  |
| Alexander Posada      | 1977-03-06 | América de Cali        | 2  | 0 | 0 | 2  | 0  |
| Alexander Lemus       | 1971-09-10 | Once Caldas            | 1  | 0 | 0 | 1  | 0  |
| Arley Dinas           | 1974-05-16 | Deportes Tolima        | 0  | 1 | 0 | 3  | 0  |
| Flaminio Rivas        | 1969-02-16 | Millonarios            | 0  | 1 | 0 | 1  | 0  |
| Fabián Vargas         | 1980-04-17 | América de Cali        | 0  | 1 | 0 | 1  | 0  |
| Middenveld            |            |                        |    |   |   |    |    |
| Jorge Bolaño          | 1977-04-28 | AC Parma               | 11 | 0 | 1 | 19 | 2  |
| Freddy Grisales       | 1975-09-22 | CA San Lorenzo         | 9  | 2 | 0 | 11 | 0  |
| Alexander Viveros     | 1977-10-08 | Deportivo Cali         | 7  | 0 | 0 | 7  | 0  |
| Harold Lozano         | 1972-03-30 | Real Valladolid        | 6  | 0 | 0 | 43 | 3  |
| Neider Morantes       | 1975-08-03 | Atlético Nacional      | 5  | 2 | 2 | 14 | 4  |
| Juan Carlos Ramírez   | 1972-03-22 | Atlético Junior        | 5  | 2 | 0 | 7  | 0  |
| Arley Betancourt      | 1975-03-04 | CA Lanús               | 5  | 0 | 0 | 9  | 0  |
| Gustavo del Toro      | 1974-08-23 | Independiente Santa Fe | 3  | 0 | 0 | 3  | 0  |
| Frankie Oviedo        | 1973-09-21 | América de Cali        | 2  | 0 | 0 | 2  | 0  |
| Mauricio Serna        | 1968-01-22 | Boca Juniors           | 2  | 0 | 0 | 45 | 2  |
| Arnulfo Valentierra   | 1974-08-16 | Once Caldas            | 2  | 0 | 0 | 2  | 0  |
| Johnnier Montaño      | 1983-01-14 | AC Parma               | 1  | 4 | 1 | 5  | 1  |
| Edison Mafla          | 1971-08-14 | Universidad de Chile   | 1  | 1 | 0 | 8  | 0  |
| Freddy Rincón         | 1966-08-14 | Corinthians            | 1  | 0 | 0 | 79 | 17 |
| Jorge Salcedo         | 1971-12-26 | Once Caldas            | 0  | 3 | 0 | 3  | 0  |
| Máyer Candelo         | 1977-02-20 | Deportivo Cali         | 0  | 1 | 0 | 1  | 0  |
| Hernán Gaviria        | 1969-11-27 | Deportivo Cali         | 0  | 1 | 0 | 27 | 3  |
| Bonner Mosquera       | 1970-12-02 | Millonarios            | 0  | 1 | 0 | 6  | 0  |
| Rubén Velázquez       | 1975-12-18 | Once Caldas            | 0  | 1 | 0 | 2  | 0  |
| Aanval                |            |                        |    |   |   |    |    |
| Henry Zambrano        | 1973-08-07 | New York MetroStars    | 6  | 3 | 0 | 11 | 0  |
| Hamilton Ricard       | 1974-01-12 | Middlesbrough          | 6  | 0 | 1 | 25 | 5  |
| Edwin Congo           | 1976-10-07 | Real Valladolid        | 5  | 5 | 2 | 10 | 1  |
| Víctor Bonilla        | 1971-01-23 | UD Salamanca           | 5  | 1 | 3 | 11 | 3  |
| Julián Téllez         | 1977-11-09 | América de Cali        | 2  | 3 | 0 | 6  | 0  |
| Orlando Ballesteros   | 1972-10-24 | Atlético Junior        | 2  | 2 | 1 | 4  | 1  |
| Jairo Castillo        | 1977-11-17 | América de Cali        | 2  | 2 | 0 | 4  | 0  |
| Héctor Hurtado        | 1975-09-21 | SC Internacional       | 2  | 1 | 0 | 3  | 0  |
| Faustino Asprilla     | 1969-11-10 | SE Palmeiras           | 2  | 0 | 4 | 45 | 19 |
| Iván Valenciano       | 1972-03-18 | Atlético Junior        | 1  | 0 | 3 | 25 | 12 |
| Juan Pablo Ángel      | 1975-10-24 | CA River Plate         | 1  | 0 | 0 | 4  | 1  |
| Léider Preciado       | 1977-02-26 | CD Toledo              | 1  | 0 | 0 | 5  | 3  |
| Gustavo Restrepo      | 1969-09-24 | Atlético Nacional      | 0  | 1 | 0 | 6  | 0  |
| Néstor Salazar        | 1973-12-19 | Valledupar FC          | 0  | 1 | 0 | 1  | 0  |

Colfútbol · A-internationals · Selecties · Statistieken · Bondscoaches · Colombiaans vrouwenelftal · Olympisch elftal · Colombia U20 · Colombia U17
1938 – 1949 ·
1950 – 1959 ·
1960 – 1969 ·
1970 – 1979 ·
1980 – 1989 ·
1990 – 1999 ·
2000 – 2009 ·
2010 – 2019 ·
2020 – 2029
WK 1962 · 
WK 1990 · 
WK 1994 · 
WK 1998 · 
WK 2014 · 
WK 2018
OS 1968 · 
OS 1972 · 
OS 1980 · 
OS 1992 · 
OS 2016
1938 · 
1939 · 1940 · 1941 · 1942 · 1943 · 1944 · 
1946 · 
1947 · 
1948 · 
1949 · 
1950 · 1951 · 1952 · 1953 · 1954 · 1955 · 1956 · 
1957 · 
1958 · 1959 · 1960 · 
1961 · 
1962 · 
1963 · 
1964 · 
1965 · 
1966 · 
1967 · 
1968 · 
1969 · 
1970 · 
1971 · 
1972 · 
1973 · 
1974 · 
1975 · 
1976 · 
1977 · 
1978 · 
1979 · 
1980 · 
1981 · 
1982 · 
1983 · 
1984 · 
1985 · 
1986 · 
1987 · 
1988 · 
1989 · 
1990 ·
1991 · 
1992 · 
1993 · 
1994 · 
1995 · 
1996 · 
1997 · 
1998 · 
1999 · 
2000 · 
2001 · 
2002 · 
2003 · 
2004 · 
2005 · 
2006 · 
2007 · 
2008 · 
2009 · 
2010 · 
2011 · 
2012 · 
2013 · 
2014 · 
2015 · 
2016 · 
2017 ·
2018 ·
2019 ·
2020 ·
2021
Algerije ·
Argentinië ·
Australië ·
Bahrein ·
België ·
Bolivia · 
Brazilië ·
Canada ·
Chili ·
China · 
Costa Rica ·
Cuba ·
DDR ·
Duitsland ·
Ecuador ·
Egypte ·
El Salvador ·
Engeland ·
Finland ·
Frankrijk ·
Griekenland ·
Guatemala · 
Haïti ·
Honduras ·
Hongarije ·
Hongkong ·
Ierland ·
Irak ·
Israël ·
Ivoorkust ·
Jamaica ·
Japan ·
Joegoslavië ·
Jordanië ·
Kameroen ·
Koeweit · 
Liberia · 
Marokko ·
Mexico ·
Montenegro ·
Nederland ·
Nederlandse Antillen ·
Nicaragua ·
Nieuw-Zeeland · 
Nigeria ·
Noord-Ierland ·
Noorwegen ·
Panama ·
Paraguay ·
Peru ·
Polen ·
Puerto Rico ·
Qatar ·
Roemenië ·
Saoedi-Arabië ·
Schotland ·
Senegal ·
Servië ·
Slovenië ·
Slowakije ·
Sovjet-Unie ·
Spanje ·
Trinidad en Tobago ·
Tsjecho-Slowakije ·
Tunesië · 
Turkije · 
Uruguay ·
Venezuela ·
Verenigde Arabische Emiraten · 
Verenigde Staten ·
Zuid-Afrika ·
Zuid-Korea ·
Zweden ·
Zwitserland
Brazilië (2014) ·
Engeland (2018) ·
Griekenland (2014) ·
Ivoorkust (2014) ·
Japan (2014) ·
Japan (2018) ·
Polen (2018) ·
Senegal (2018) ·
Uruguay (2014)